# Carmín (telenovela)
Carmín fue una telenovela peruana realizada por Cinetel, producida y dirigida por Luis Llosa Urquidi, y transmitida por Panamericana Televisión entre 1984 y 1986. Fue una adaptación de la telenovela argentina Adorable profesor Aldao, que a su vez se basó en la radionovela Altanera Evangelina Garret, original de Alberto Migré, siendo la segunda versión peruana, después de El adorable profesor Aldao de 1971.
Estuvo protagonizada por Patricia Pereyra y Roberto Moll, y contó con la participación antagónica de Lourdes Berninzon.

## Sinopsis
Fiorella Menchelli (Patricia Pereyra) es una joven huérfana y de clase alta que vive con su joven tía Claudia (Lourdes Berninzon) y estudia en el exclusivo instituto de diseño Stella Maris, en el cual goza de gran popularidad. En los salones de este, conoce a su profesor, Mariano Tovar (Roberto Moll), del cual se enamora.

## Elenco
- Roberto Moll - Mariano Tovar
- Patricia Pereyra - Fiorella Menchelli
- Lourdes Berninzon - Claudia Menchelli
- Mariella Trejos - Violeta Ramos
- Jorge García Bustamante - Rodrigo Tovar
- Tania Helfgott - Mariela Gárate
- Claudia Dammert - Liliana (mamá de Mariela)
- Élide Brero - Edelmira (mamá de Rodrigo)
- Alicia Sacco - Madre Superiora
- Jesús Delaveaux - Carlos
- Claudia Noriega - Mónica Lañas
- Johanna San Miguel - Andrea Aramburú
- Marisol Castañeda - Judith Marrero
- Fernando Pizarro
- Yvonne Frayssinet
- Susel Paredes - Beatriz
- Katerina D'Onofrio
- María José de Zaldívar
- Carlos Bañuelos - El Gato
- Erika Stockholm - Ivette
- Carlos Cano de la Fuente - El Árabe
- Esther Chávez - Fermina
- Monserrat Brugué - Monserrat "Monchi"

## Producción
La telenovela fue hecha por Cinetel, productora creada dentro de Panamericana Televisión, para dar autonomía a la realización de telenovelas. Se cambiaron los sets acartonados por casonas y muchos exteriores, para darle un toque distinto a la producción. Con la ayuda un reparto mucho más liberalizado que en otras producciones, la telenovela consiguió que la industria peruana volviera al mercado internacional, luego de 12 años fuera de pantalla.

## Versiones
Carmín se basó en la radionovela argentina Altanera Evangelina Garret, escrita por Alberto Migré. Las otras versiones de esta historia son:
- Altanera Evangelina Garret: Telenovela argentina realizada por Canal 13 en 1962, protagonizada por Atilio Marinelli y Mabel Landó.
- Adorable profesor Aldao: Telenovela argentina realizada por Canal 9 en 1968, protagonizada por Guillermo Bredeston y Beatriz Taibo.
- El adorable profesor Aldao: Telenovela peruana realizada por Panamericana Televisión en 1971, protagonizada por Julio Alemán y Regina Alcover.
- Pablo en nuestra piel: Telenovela argentina realizada por Canal 13 en 1977, protagonizada por Arturo Puig y María Valenzuela.
- El hombre que amo: Telenovela argentina realizada por Canal 9 en 1986, protagonizada por Germán Kraus, Stella Maris Closas y Silvia Kutika.
- Besos robados: Telenovela venezolano-peruana realizada por Venevisión y Frecuencia Latina en 2004, protagonizada por Stephanie Cayo y Juan Carlos García.